# 方济各·科科帕尔梅里奥
方济各·科科帕尔梅里奥（義大利語：Francesco Coccopalmerio；1938年3月6日—）是天主教会意大利籍枢机及前任宗座法典條文解釋委員會主席。
科科帕尔梅里奥于意大利圣朱利亚诺米拉内塞出生，1962年6月28日晋铎，1993年5月22日晋牧。他於2007年2月25日起担任法典条文解释委员会主席，2012年2月18日被教宗本笃十六世册封为枢机。

## 牧徽

方济各·科科帕尔梅里奥枢机牧徽